# Thabana Ntlenyana
Der Thabana Ntlenyana (Sesotho; deutsch: „Schöner kleiner Berg“, auch Thabantshonyana, „Schwarzer kleiner Berg“) ist der höchste Berg der Drakensberge im südlichen Afrika. 

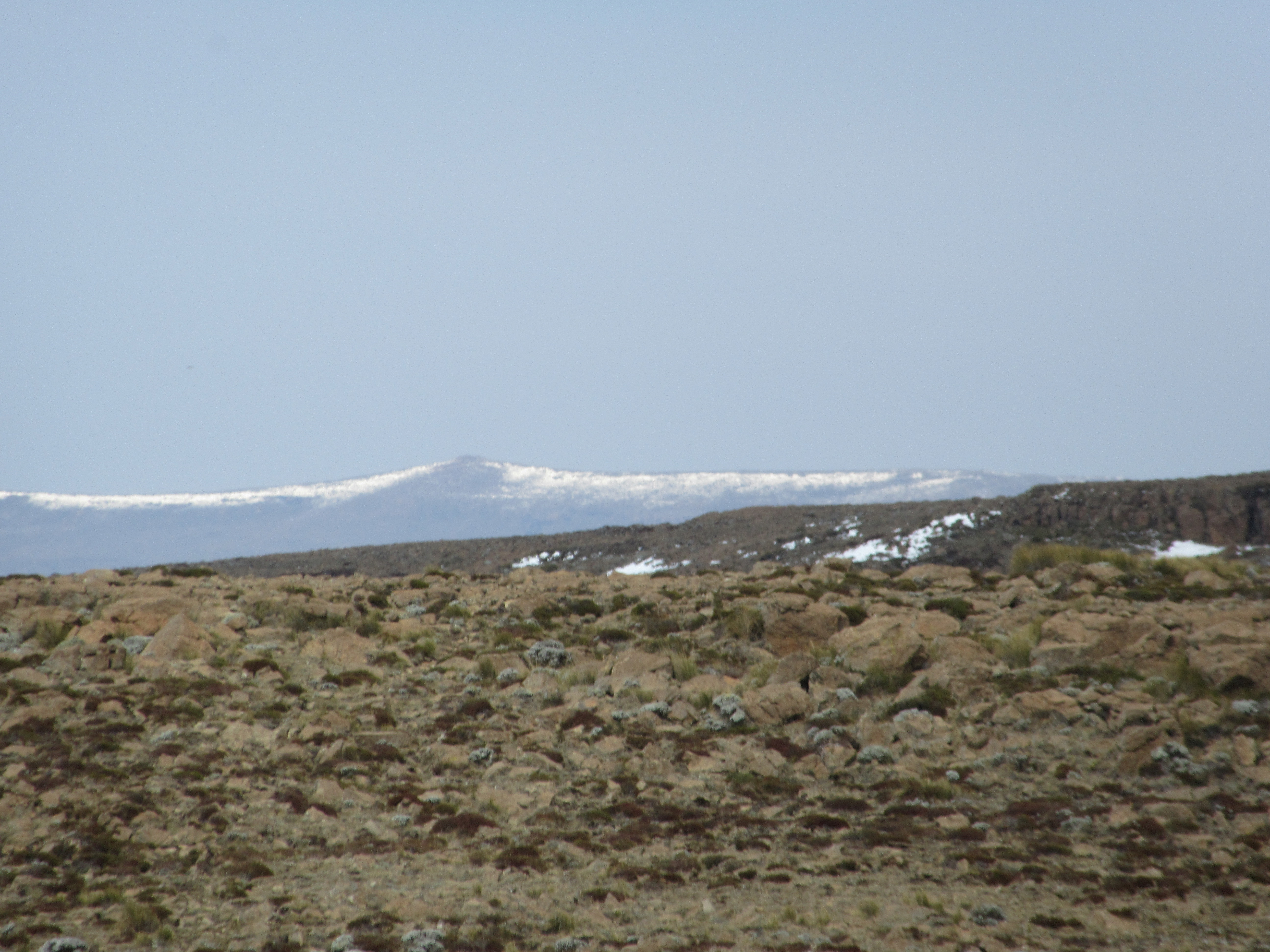
Der Thabana Ntlenyana von der Giant’s Castle Ridge aus gesehen

Er befindet sich im Osten des Königreichs Lesotho und hat eine Höhe von 3482 Meter über dem Meeresspiegel. Er besteht aus Basalt und ist von ähnlich hohen Bergen umgeben; die Spitze ist wenig ausgeprägt.
Der Thabana Ntlenyana ist der höchste Berg Afrikas südlich des Mount Meru, der nur wenig südlich des Kilimandscharo liegt. 